# وربنیتسا (مالو تسرنیچه)
وربنیتسا (به صربی: Vrbnica) یک منطقهٔ مسکونی در صربستان است که در مالو تسرنیچه واقع شده‌است. وربنیتسا ۴۶۲ نفر جمعیت دارد.